# Gieorgij Błagonrawow
Gieorgij Iwanowicz Błagonrawow (ros. Гео́ргий Ива́нович Благонра́вов, ur. 24 kwietnia?/6 maja 1896 w Jegoriewsku, zm. 16 czerwca 1938 w miejscu egzekucji Kommunarka) – rosyjski socjaldemokrata i komunista, wysoki funkcjonariusz Czeka/OGPU/NKWD ostatecznie w stopniu komisarza bezpieczeństwa państwowego I rangi.

## Życiorys
Studiował na Uniwersytecie Moskiewskim, w latach 1915–1917 służył w rosyjskiej armii, skończył szkołę wojskową i został chorążym,
Po rewolucji lutowej i obaleniu caratu od marca 1917 członek  Socjaldemokratycznej Partii Robotniczej Rosji (SDPRR(b)) (frakcji bolszeewików), 1917 przewodniczący komitetu wykonawczego rady powiatowej w Jegoriewsku. Od 5 listopada 1917 komisarz Piotrogrodzkiego Komitetu Wojskowo-Rewolucyjnego w twierdzy Pietropawłowskiej, w listopadzie-grudniu 1917 komendant Twierdzy Pietropawłowskiej, od grudnia 1917 do maja 1918 komisarz nadzwyczajny obrony Piotrogrodu. Od czerwca do września 1918 członek Komitetu Wojskowo-Rewolucyjnego Radzieckich Wojsk Przeciw Buntowi Korpusu Czechosłowackiego, równocześnie od 13 czerwca do 23 lipca 1918 członek Rady Wojskowo-Rewolucyjnej Frontu Wschodniego, od listopada 1918 w organach Czeki, od listopada 1918 do czerwca 1919 instruktor-rewizor Wydziału Transportowego i pełnomocnik Wydziału Transportowego na Kolei Moskiewsko-Kazańskiej Czeki przy Radzie Komisarzy Ludowych RFSRR. Od lipca 1919 do 1920 przewodniczący rejonowej transportowej Czeki w Piotrogrodzie, we wrześniu 1919 p.o. przewodniczącego piotrogrodzkiej gubernialnej Czeki, od 1921 do października 1931 szef Wydziału Transportowego Czeki/GPU/OGPU, w latach 1922–1925 szef Zarządu Administracyjnego Ludowego Komisariatu Komunikacji Drogowej RFSRR/ZSRR. Od 28 kwietnia 1925 do 17 lutego 1926 szef Zarządu Ekonomicznego OGPU, 1926–1927 przewodniczący zarządu trustu Najwyższej Rady Gospodarki Narodowej, od kwietnia do października 1927 członek Najwyższej Rady Gospodarki Narodowej ZSRR, od 26 października 1929 do 7 października 1931 członek Kolegium OGPU ZSRR. Od 16 grudnia 1929 zastępca, od 7 października 1931 II zastępca, a od 21 września 1932 do 4 sierpnia 1935 I zastępca ludowego komisarza komunikacji drogowej ZSRR. Od 10 lutego 1934 do 25 czerwca 1937 zastępca członka KC WKP(b), od 3 sierpnia 1935 do 27 marca 1936 szef Centralnego Zarządu Dróg Szosowych i Transportu Samochodowego przy Radzie Komisarzy Ludowych ZSRR, od 27 marca 1936 do 25 maja 1937 szef Głównego Zarządu Budowy Dróg Szosowych NKWD ZSRR, od 5 lipca 1936 komisarz bezpieczeństwa państwowego I rangi. Odznaczony dwoma Orderami Czerwonego Sztandaru (14 grudnia 1927 i 22 października 1930) i Odznaką „Honorowy Funkcjonariusz Czeki/GPU (V)”. 
W czasie „wielkiej czystki” 25 maja 1937 aresztowany przez NKWD, 2 grudnia 1937 skazany na śmierć przez Kolegium Wojskowe Sądu Najwyższego ZSRR, następnie stracony w miejscu egzekucji Kommunarka i tam pochowany anonimowo. 11 lipca 1956 pośmiertnie zrehabilitowany.